# Białuty-Kolonia
Białuty-Kolonia – część wsi Białuty w Polsce położona w województwie warmińsko-mazurskim, w powiecie działdowskim, w gminie Iłowo-Osada.
W latach 1975–1998 miejscowość administracyjnie należała do województwa ciechanowskiego.